# Santo Domingo-Caudilla
Santo Domingo-Caudilla – gmina w Hiszpanii, w prowincji Toledo, w Kastylii-La Mancha, o powierzchni 53,8 km². W 2011 roku gmina liczyła 1065 mieszkańców.